# Стюартсвілл (Міссурі)
Стюартсвілл (англ. Stewartsville) — місто (англ. city) в США, в окрузі Декальб штату Міссурі. Населення — 733 особи (2020).

## Географія
Стюартсвілл розташований за координатами 39°45′23″ пн. ш. 94°29′56″ зх. д. / 39.75639° пн. ш. 94.49889° зх. д. (39.756453, -94.498933).  За даними Бюро перепису населення США в 2010 році місто мало площу 2,58 км², з яких 2,56 км² — суходіл та 0,02 км² — водойми.

## Демографія
Згідно з переписом 2010 року, у місті мешкало 750 осіб у 298 домогосподарствах у складі 209 родин. Густота населення становила 290 осіб/км².  Було 320 помешкань (124/км²).
Расовий склад населення:
| - 96,8 % — білих - 0,5 % — чорних або афроамериканців - 0,1 % — вихідців з тихоокеанських островів - 0,1 % — корінних американців |

До двох чи більше рас належало 1,6 %. Частка іспаномовних становила 2,0 % від усіх жителів.
За віковим діапазоном населення розподілялося таким чином: 23,1 % — особи молодші 18 років, 62,1 % — особи у віці 18—64 років, 14,8 % — особи у віці 65 років та старші. Медіана віку мешканця становила 40,1 року. На 100 осіб жіночої статі у місті припадало 95,8 чоловіків;  на 100 жінок у віці від 18 років та старших — 91,1 чоловіків також старших 18 років.
Середній дохід на одне домашнє господарство  становив 51 620 доларів США (медіана — 43 313), а середній дохід на одну сім'ю — 61 077 доларів (медіана — 51 944). Медіана доходів становила 37 589 доларів для чоловіків та 31 667 доларів для жінок. За межею бідності перебувало 3,5 % осіб, у тому числі 1,3 % дітей у віці до 18 років та 5,2 % осіб у віці 65 років та старших.
Цивільне працевлаштоване населення становило 405 осіб. Основні галузі зайнятості: виробництво — 18,3 %, освіта, охорона здоров'я та соціальна допомога — 18,0 %, мистецтво, розваги та відпочинок — 15,1 %.